# Krokgylet, Skåne
Krokgylet är en sjö i Osby kommun i Skåne och ingår i Skräbeåns huvudavrinningsområde.